# Palais Todesco

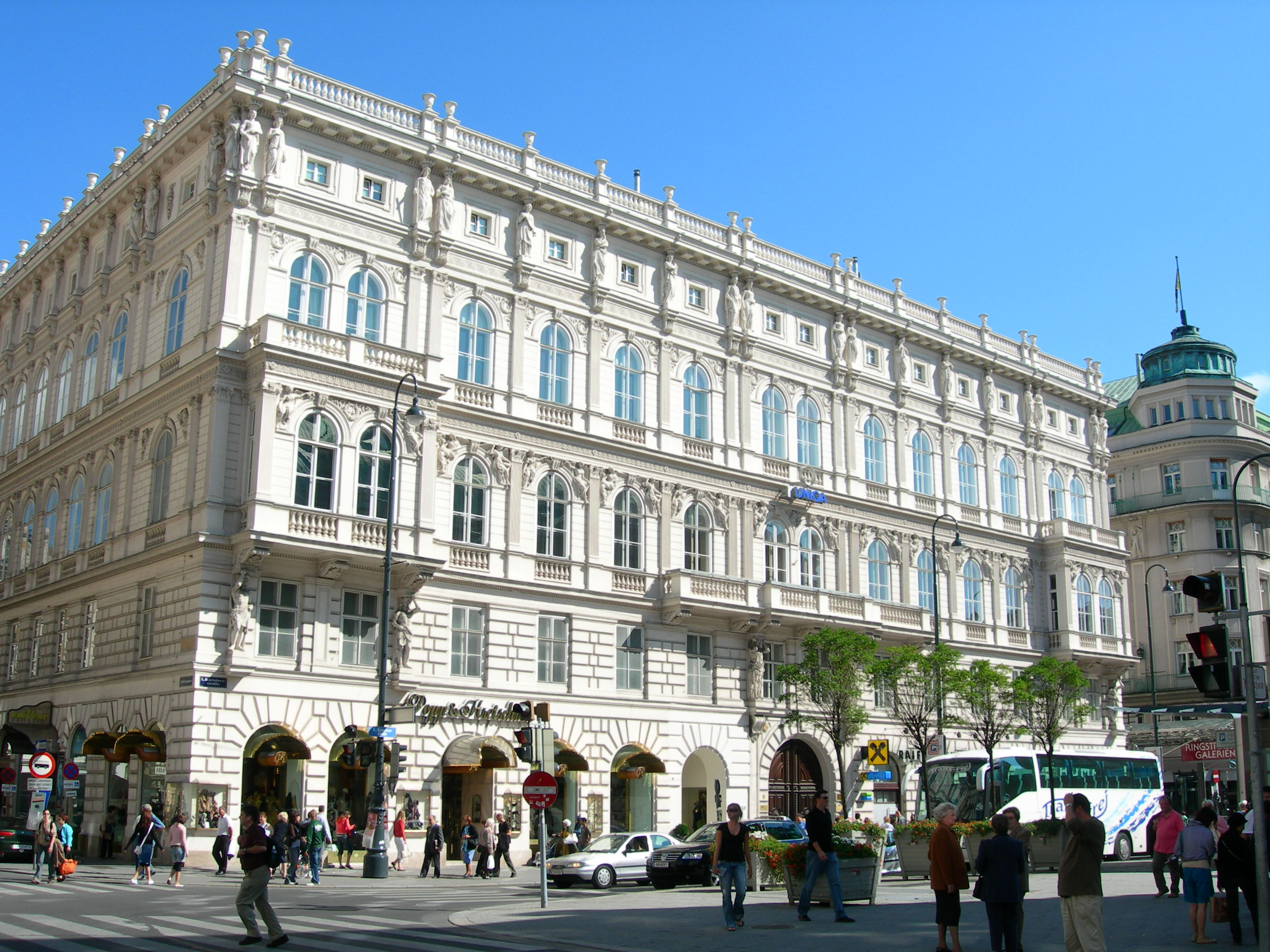
Le Palais Todesco à Vienne.

Le Palais Todesco est un monument architectural de style néo-renaissance de la seconde moitié du XIXe siècle qui s'élève au centre-ville de Vienne dans la rue Kärntner Straße, en face de l'Opéra de Vienne, le long du boulevard circulaire Ring.
Le bâtiment fut commandé par le baron Eduard von Todesco (de), un banquier et homme d'affaires roumain, riche négociant et producteur de soie de Padoue. L'immeuble fut construit à l'endroit où se dressait autrefois l'ancienne Porte de Carinthie. Les travaux de construction durèrent près de quatre années de 1861 à 1864. Les architectes furent Ludwig Foerster (1797-1863) pour l'édifice et Theophil von Hansen (1813-1891) pour l'agencement intérieur et Carl Rahl (1812-1865) pour les peintures de maîtres.
Une fois terminé, le baron Todesco accueillit dans son palais, des célébrités de son temps: Hugo von Hofmannsthal, Henrik Ibsen, Anton Rubinstein et Ferdinand von Saar.
Le bâtiment Tedesco est gravement endommagé pendant la Seconde Guerre mondiale et fut restauré après guerre. Depuis 1976 l'édifice est sous protection de l'État autrichien. La dernière restauration a été réalisée en 1978-1979. De 1947 à 1993, le palais fut le siège du Parti populaire autrichien.